# 張世明 (1976年)
張世明（英文名：Andy Chang，人稱「Andy哥」；1976年5月19日—），現為傳奇星娛樂總經理，前Channel [V]娛樂頻道總監，MTV娛樂頻道總監，成功打造出多個偶像團體如Lollipop棒棒堂、JPM、Choc7、黑Girl、Circus、TOP1男子漢。著有《A+極道：我、老爸和那段不完整的青春》。

## 個人資料及背景
張世明父親是四海幫第6任幫主張建英（1952年7月27日—2023年5月10日），目前擔任海視傳播董事，經營影視節目代理業務。

## 演藝生涯

### Channel V總監經歷
- 2001至2002年，張世明加入Channel V（台灣）任職，後擢升為頻道總監。多年來，Channel V不少膾炙人口的節目均於他任該頻道總監後登上螢幕，例如他一手提議、計劃、統籌的我愛黑澀會和模范棒棒堂、與同台另一製作人發掘的CIRCUS製作的CIRCUS ACTION節目系列，節目多以為年輕人打造及實現自己的舞台與夢想為目標；我愛黑澀會出身的黑澀會美眉（現稱黑Girl）亦已於2005年成軍，亦順利舉行演唱會及推出演唱會DVD，而棒棒堂二軍亦已於2008年6月選出一支兩隊共十人的半出道成員，各推出了一張EP，並已於同年8月選出正式出道之七位成員。

- 2009年10月31日，張世明卸下CHANNEL V總監的職務[3] ，由他一手培養、幾乎與他劃上等號的Lollipop棒棒堂(現分拆成Lollipop@F和JPM)、黑Girl、Choc7是否將跟著一起離開，動向引人注目；CHANNEL V指出，他們曾多次慰留張世明，無奈只能祝福他未來一切順利。

#### 節目
- Channel V
  - 我愛黑澀會－擔任評審或講評，也會出現於一些重要時刻。
  - 模范棒棒堂－多為擔任評審或講評，也會出現於一些重要時刻，或者「即興出場」數秒至數分鐘。
  - CIRCUS狗仔隊－單元「CIRCUS狗仔會議」CIRCUS會和ANDY哥一起討論要訪問藝人的問題。

#### 幕後工作
- Channel V
  - 我愛黑澀會
  - 模范棒棒堂
  - 無敵青春克
  - 哪裡5打抗
  - 娛樂NP3
  - 音樂飆榜
  - 流行 in house
  - Welcome 外星人
- 衛視中文台
  - 黑糖群俠傳－總監製
- 衛視中文台、民視
  - 黑糖瑪奇朵－總監製

### 自立門戶
自2009年10月底離職Channel V後，他一直籌備開經紀公司，且和黑人合資開設。2010年1月10日，傳奇星娛樂正式開幕。

## 外部連結
- 張世明 Andy的Facebook專頁
- 張世明Andy的新浪微博

| 前任： 張世明 | Channel [V] 娛樂台頻道總監 | ： ' |

| 前任： ' | MTV 娛樂台頻道總經理 | 繼任： 張世明 |